# Ватсиманјоки
Ватсиманјоки (рус. Ватсиманйоки) река је која протиче преко југозапада Мурманске области (и њеног Кандалашког рејона), на крајњем северозападу европског дела Руске Федерације. Лева је притока реке Тунцајоки и део басена реке Тумче, односно Кандалакшког залива Белог мора.
Укупна дужина водотока је 50 km, док је површина сливног подручја око 547 km². Карактеришу је бројни брзаци и обале обрасле шумама, местимично замочварене. Најважније притоке су Ахмаоја, Хјаркекуолоноја, Суројваноја и Исоја.